# Zimirina penicillata
Zimirina penicillata är en spindelart som först beskrevs av Simon 1893.  Zimirina penicillata ingår i släktet Zimirina och familjen Prodidomidae.
Artens utbredningsområde är Algeriet. Inga underarter finns listade i Catalogue of Life.